# Cyperus schaffneri
Cyperus schaffneri là loài thực vật có hoa trong họ Cói. Loài này được Boeckeler mô tả khoa học đầu tiên năm 1878.